# 永恆族 (電影)
《永恆族》（英語：Eternals）是一部於2021年上映的美國史詩超級英雄電影，改編自漫威漫畫旗下的同名超級英雄族群，本片由漫威影業製作，並由華特迪士尼工作室電影負責發行。本片為「漫威電影宇宙」的第26部電影作品，屬於漫威電影宇宙第四階段。本片由趙婷執導，趙婷、帕特里克·布雷（Patrick Burleigh）、萊恩·菲爾波（Ryan Firpo）和馬修·K·菲爾波聯合編劇，並由陳靜、理察·麥登、庫梅爾·南賈尼、莉亞·麥克休、布萊恩·泰瑞·亨利、蘿倫·瑞德洛夫、貝瑞·柯根、馬東石、哈瑞許·帕特爾、基特·哈靈頓、莎瑪·海耶克和安潔莉娜·裘莉等人聯合主演。
2018年4月，漫威影業總裁凱文·費吉宣佈開發以永恆族為主角的電影。5月，馬修·K·菲爾波和萊恩·菲爾波確定擔當編劇。9月，趙婷確定執導影片，漫威影業公佈包括LGBTQ在內的多樣化選角名單。主體拍攝在次年7月英國開機，拍攝地點包括英國的松林製片廠、倫敦、牛津以及西班牙加那利群島，於2020年2月殺青。
《永恆族》於2021年10月18日在洛杉磯杜比劇院首映，2021年11月5日在美國公映。電影在全球共獲得4.02億美元的票房成績，但是外界給予本片的評價普遍兩極，媒體與影評家讚揚電影的主題和視覺效果，但詬病劇本、節奏、運行時間和角色發展。電影本身亦因為出現LGBT相關角色與劇情，在部分國家改發行剪輯版本。本片同時在知名影評網站爛番茄獲得「腐爛」（低於60%）的評分，超過《雷神索爾2：黑暗世界》创下漫威電影宇宙在爛番茄的最低纪录。

## 劇情
公元前5000年，天神族的「審判者」阿里瑟姆挑選出10位擁有超能力的「永恆族」，他們分別為艾賈克、瑟希、伊卡利斯、金勾、絲派克、費斯托斯 (漫畫)、瑪卡瑞、諸克、吉爾伽美什和聖娜，阿里瑟姆派遣他們乘坐多摩號前往地球抵禦「變異族」的入侵。幾千年來，永恆族一直在幫助人類抵禦變異族的入侵，但並不會干涉人類的發展或介入人類之間的戰爭。最後一批變異族在1521年被消滅後，永恆族内部對於是否繼續保護人類一事產生分歧，最終決定與人類不再有來往，並等待阿里瑟姆把他們帶回母星。
時間來到2024年，瑟希和絲派克一同居住在英國倫敦。瑟希在500年前與前男友伊卡利斯分手，之後結交了在倫敦自然史博物馆工作的戴恩·惠特曼。某天晚上，一位名叫克羅的變異族襲擊三人，伊卡利斯突然出現並擊退了克羅。瑟希、絲派克和伊卡利斯意識到情況不妙，因為克羅在受傷後竟然能自癒，這並不是變異族應有的能力，於是決定緊急召集其他永恆族應對新的威脅，卻發現原本領導永恆族的艾賈克已經被變異族所殺，三人只好另想對策。
艾賈克去世後將與阿里瑟姆溝通的能力傳給瑟希。通過溝通，瑟希才了解到永恆族的主要任務並不是對付變異族，而是協助準備「神現」（Emergence）。阿里瑟姆解釋，幾百萬年來，天神族一直在人口眾多的星球上散播種子借此繁衍後代。然而，繁衍需要大量的人口，因此為確保人口的正常，便製造出變異族以消滅地球上的頂級掠食者。但由於設計出現瑕疵，變異族反而在消滅了地球的頂級掠食者後也成為了頂级掠食者，所以天神族製造了永恆族以消滅變異族。八個月前的彈指事件後，地球的人口重歸正常，因此是時候讓天神族蒂亞穆現身。
經歷幾千年來與人類的相處，永恆族已經對人類產生了深厚的感情，他們決定違背阿里瑟姆的意願阻止蒂亞穆現身。諸克決定以費斯托斯所打造的“單一思維”（Uni-Mind）集合所有永恆族的能力，以心理控制的手段令蒂亞穆沉睡；可是伊卡利斯突然揭露自己由此至終均支持神現，更透露自己早已從艾賈克那裡得知一切的真相。在發現艾賈克有意阻止神現後，為了確保神現順利完成，伊卡利斯迫不得已引誘她前往變異族的領地使其間接被害，卻沒想到克羅吸收了艾賈克的治癒能力。絲派克因為喜歡伊卡利斯而選擇支持他。金勾認為眾人的力量不足以阻止神現，於是決定與眾人分道揚镳。
瑪卡瑞找到蒂亞穆的現身地點，印度洋中的一處活火山。絲派克和伊卡利斯早已在此等候多時。雙方隨即爆發衝突，殺掉吉爾伽美什、一心想報復永恆族的變異族首領克羅亦同時出現。聖娜選擇獨自對付克羅並將之解決，其他永恆族則使盡全力控制伊卡利斯，諸克成功擊暈絲派克。費斯托斯隨即啟動單一思維，在最後關頭，伊卡利斯回想起自己在地球的生活，以及對瑟希的感情，轉而幫助眾人。但諸克卻因之前對付蒂亞穆時耗盡精力，改由可改變一切物質的瑟希前去消滅蒂亞穆。危機解除後，深感愧疚的伊卡利斯選擇飛向太陽自盡，仍有單一思維能力的瑟希幫助絲派克變成人類，讓她擺脫青春常註的詛咒。
事件結束後眾人再度分開，蒂亞穆殘留的遺骸為人類文明帶來未知的挑戰。聖娜、諸克和瑪卡瑞乘坐多摩號前往外太空尋找其他永恆族，瑟希、費斯托斯、金勾和絲派克則留在地球繼續他們原有的生活。但阿里瑟姆突然現身帶走瑟希、費斯托斯和金勾，指控他們違抗命令，需要接受審判。
與此同時，聖娜一行人發現瑟希等人失去聯絡。聖娜與瑪卡瑞突然感應到異樣，「星狐」厄洛斯及其助手普憑空出現在多摩號中。厄洛斯是薩諾斯的弟弟，同樣是一名永恆族，他表示可以向聖娜等人提供協助。在地球上，戴恩打開祖傳的舊箱子，猶豫不決地看着箱中的烏木之刃。这時有一個人問他是否已經準備好了。

## 演員
| 演員             | 角色            | 備註 |
| ---------------- | --------------- | --- |
| 陳靜             | 瑟希            | 對人類友善的永恆族，極富同理心，能夠操縱無生命物質。與伊卡利斯已經相戀數個世紀，同時和絲派克保持聯繫。在地球上偽裝成博物館館長與戴恩·惠特曼約會。凱文·費吉稱瑟希為本片的第一主角。導演趙婷稱陳靜對出演「較為少見的、心思細膩的女性超級英雄」很感興趣，這是一個「兼具溫柔、憐憫和脆弱等情感的美麗角色」。陳靜稱該角色不僅明智，而且稍具自由精神。陳靜此前在2019年電影《驚奇隊長》中出演另一不同角色密涅瓦。 |
| 理察·麥登        | 伊卡利斯        | 最強大的永恆族戰士之一，戰術首領，善於飛行，能夠從眼中發射宇宙能量光束。談及伊卡利斯和瑟希之間的關係，麥登稱兩人存在「更深層次的戀愛」，同時「兩人分別與世界之間的聯繫方式處於對立層面」，因為瑟希對人類極具同理心，而由於永恆族擁有極長的壽命，伊卡利斯個性孤立。 |
| 庫梅爾·南賈尼    | 金勾            | 永恆族戰士，能夠從手中發射宇宙能量光彈。為了在地球上隱藏身份，金勾成為知名的印度明星。他嚮往日本武士，並學習武士的造型及劍術。庫梅爾·南賈尼表示該角色融合了《終極警探》系列中主角約翰·麥克連愛說俏皮話的風格和寶萊塢演員李提克·羅森的外形。南賈尼還參考了艾羅爾·弗林主演的電影以及蘇洛電影。 |
| 莉亞·麥克休      | 絲派克          | 永遠長不大的永恆族，外表看起來像是12歲的孩子，內心成熟，實際上擁有強大的力量和非凡的智慧，能夠營造出逼真的幻覺場景。 |
| 布萊恩·泰瑞·亨利 | 費斯托斯 (漫畫) | 永恆族戰士，一名科技工程師和高科技武器發明家。他擁有宇宙能量，隱藏在歷史背後幫助人類實現科技進步。該角色是漫威電影宇宙中第一个同性恋超级英雄。 |
| 蘿倫·瑞德洛夫    | 瑪卡瑞          | 永恆族戰士，有著超乎族人的高速移動能力。她是聽障，因此在高速移動時不受音爆影響，這是漫威電影宇宙中首次出現身心障礙者的超級英雄。 |
| 貝瑞·柯根        | 諸克            | 內心冷漠的永恆族，能夠利用宇宙能量操縱他人的思想。由於不認同其他永恆族與人類的相處方式，他一直遠離族人。 |
| 馬東石           | 吉爾伽美什      | 最強壯的永恆族，擁有宇宙能量外骨骼戰衣。與其他永恆族分開之後負責照顧聖娜。 |
| 哈瑞許·帕特爾    | 卡倫            | 金勾的私人助理。 |
| 基特·哈靈頓      | 戴恩·惠特曼     | 英國倫敦自然史博物館的工作人員，與瑟希處於約會階段。 |
| 莎瑪·海耶克      | 艾賈克          | 永恆族的智者和精神首領，推動人類文明進步，能夠利用自身的能量治愈人類和永恆族戰士，可以與天神族交流。該角色在漫畫原作中為男性，為了更貼合該角色的「女性氣質」，影片中將該角色改為女性，將她塑造為永恆族族群中的「母親形象」。海耶克稱起初對是否參演影片猶豫不決，她誤以為自己會出演戲份不多的配角或是「某種祖母類型的」邊緣角色。                                                                           |
| 安潔莉娜·裘莉    | 聖娜            | 勇猛的菁英永恆族戰士，能夠利用宇宙能量製造任何武器。數個世紀以來，與吉爾伽美什一起生活。裘莉為出演該角色訓練使用劍、長矛等各種武器，還學習了芭蕾舞。 |

此外，比爾·斯卡斯加德飾演變異族首領克羅。天神族的「審判者」阿里瑟姆出現於影片之中，由大衛·凱伊聲演。哈斯·蘇萊曼飾演，費斯托斯的丈夫，亦是一名建築師。埃塞·丹尼爾（Esai Daniel）飾演的費斯托斯和班的兒子傑克（Jack）。賈肖恩·聖約翰（Jashaun St. John）和贊恩·阿·勒費亞出演史前地球人，他們遭遇初到地球的永恆族。厄澤爾·埃爾詹出演古巴比倫時期的走私者。哈利·斯泰爾斯在片尾彩蛋中客串出演薩諾斯的弟弟「星狐」厄洛斯，帕頓·奧斯瓦爾特客串出演其助手普。馬赫夏拉·阿里以未署名的形式客串聲演「刀鋒戰士」艾瑞克·布魯克。

## 製作

### 開發

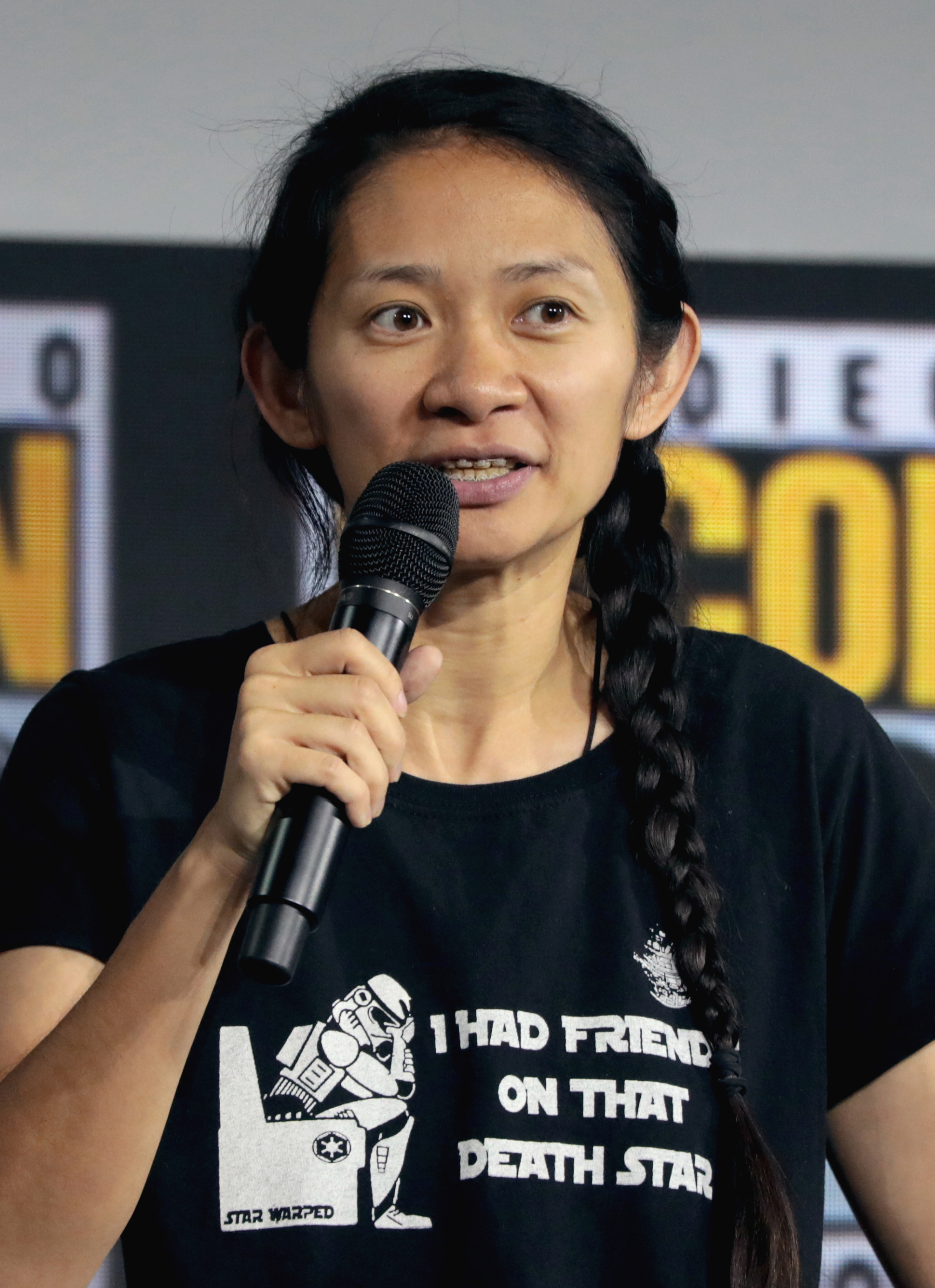
導演趙婷

2018年4月，漫威影業總裁凱文·費吉表示正在開發一部基於傑克·科比所創作的漫威漫畫《永恆族》系列相關的電影，並計劃將其納入漫威電影宇宙的第四階段。漫威影業與多名編劇接觸之後，有意將故事的主角選定為瑟希。5月，漫威聘請馬修·K·菲爾波和萊恩·菲爾波（Ryan Firpo）為影片創作劇本，其中將涉及到瑟希和伊卡利斯的愛情故事。6月，凱文·費吉表示《永恆族》將講述「具有科幻色彩的古代外星人故事」，其創作靈感源自漫威電影宇宙歷史中已有的神話和傳說。
2018年8月，漫威開始物色影片的導演人選，包括妮可·卡塞爾、崔維斯·奈特、克里斯蒂娜·加列戈和希羅·蓋拉以及曾競爭過2021年電影《黑寡婦》的導演職位的趙婷。趙婷是漫威電影宇宙的影迷，她一直希望與漫威影業合作參與創作該虛構宇宙。9月下旬，漫威選擇趙婷執導這部電影，由於在會面中對趙婷留有良好印象，漫威擔心她會選擇其他大製片廠商的電影項目，雙方很快簽訂了導演協議。凱文·費吉稱趙婷給予的提案「令人著迷」，選擇趙婷擔當導演的原因之一是「她所帶來的遠見卓識」。這份電影提案由趙婷和執行製片人內特·摩爾共同開發完成。她計劃在為這部影片增添「深度、強度和日本漫畫根基」的基礎上，展現「更多的東西方融合元素」，在2019年電影《復仇者聯盟4：終局之戰》之後推出「更加深遠宏大」的《永恆族》。趙婷希望影片既能表現出「時空廣度」，又體現「親密感」。趙婷稱這部影片就像一個「大熔爐」，受到傑克·科比的漫畫原作、先前的漫威電影宇宙影視項目、她對漫威電影宇宙的熱愛以及她所喜歡的科幻和奇幻電影等多方面的影響。
與2019年上映的《驚奇隊長》類似，《永恆族》被漫威視為電影宇宙「完美過渡」到第四階段的重要影片之一。漫威將選取多樣的演員出演永恆族的各種角色。2019年2月，凱文·費吉重申將《永恆族》中的角色納入漫威電影宇宙第四階段的原因，是由於傑克·科比所創作的跨越數萬年的精彩宏大的史詩背景。凱文·費吉對影片充滿勇氣和雄心，故事情節前後跨越7000年，在廣闊宇宙中探索人類的存在。趙婷補充稱，「永恆族已經在人類族群中生活了很久，它們同樣面臨與人類類似的諸多困境，比如身份認同、目的、信仰以及個人自由與更大的利益之間的碰撞等。」漫威在開發這個跨越數千年的故事時，意識到主要角色可以用類似家庭的形式聯繫起來，他們之間的關係從朋友依次轉變為友敵和敵人，最後重歸於好。趙婷將地球視為第十一個主要角色，它與永恆族一起見證時間之旅。相比於角色交叉集結類型的影片，比如2012年電影《復仇者聯盟》，漫威更希望繼續製作與2014年電影《星際異攻隊》類似的群像電影，並藉此引入「觀眾不熟悉的角色」。

### 前期製作
2019年3月27日，《好萊塢報導》稱安潔莉娜·裘莉正與漫威影業商談，她有意出演本片。4月，《好萊塢報導》稱安潔莉娜·裘莉將領銜出演女主角瑟希，庫梅爾·南賈尼和馬東石亦將參演影片。在這部影片中，漫威影業將推出第一位同性戀性向的超級英雄角色。5月，報道稱曾擔任《星際異攻隊》、2015年電影《復仇者聯盟2：奧創紀元》、2016年電影《奇異博士》和《驚奇隊長》等多部漫威電影宇宙影片攝影指導的班·戴維斯將加入製作組。5月，理察·麥登與漫威影業進入洽談階段，有望出演主要角色伊卡利斯。6月，莎瑪·海耶克與漫威進入洽談階段。7月，《綜藝》雜誌報道稱安潔莉娜·裘莉、理察·麥登和米莉·芭比·布朗參演影片。月底，米莉·芭比·布朗否認自己參演。
2019年7月20日，漫威在聖地牙哥國際漫畫展上公佈選角名單，安潔莉娜·裘莉、理察·麥登、庫梅爾·南賈尼、馬東石以及莎瑪·海耶克確認參演影片，此外，蘿倫·瑞德洛夫、布萊恩·泰瑞·亨利和莉亞·麥克休亦參與演出。蘿倫·瑞德洛夫在影片中飾演一名具有聽覺障礙的角色，這是漫威電影宇宙中首次出現身心障礙人士成為超級英雄。凱文·費吉表示影片中將包括一名LGBTQ角色。2020年2月，演員哈斯·蘇萊曼透露影片中費斯托斯 (漫畫)是一名同性戀超級英雄，他將出演費斯托斯的丈夫，這對愛人在影片中有一個孩子。執行製片人內特·摩爾在最初的電影提案中更改了漫畫中部分角色的性別、性取向以及種族等設定，趙婷認同這些改動，進而影響演員選角。另外，趙婷還在劇本的兩處台詞中提到蝙蝠俠、阿爾弗萊德·潘尼沃斯和超人等DC漫畫角色。
《永恆族》的主體故事發生於2019年電影《復仇者聯盟4：終局之戰》事件的「大约八个月」之後，影片中將說明為什麼永恆族沒有介入漫威電影宇宙此前的各種衝突事件之中。凱文·費吉和內特·摩爾表示影片將對此後的漫威電影宇宙產生「重大的連鎖反應」。

### 拍攝

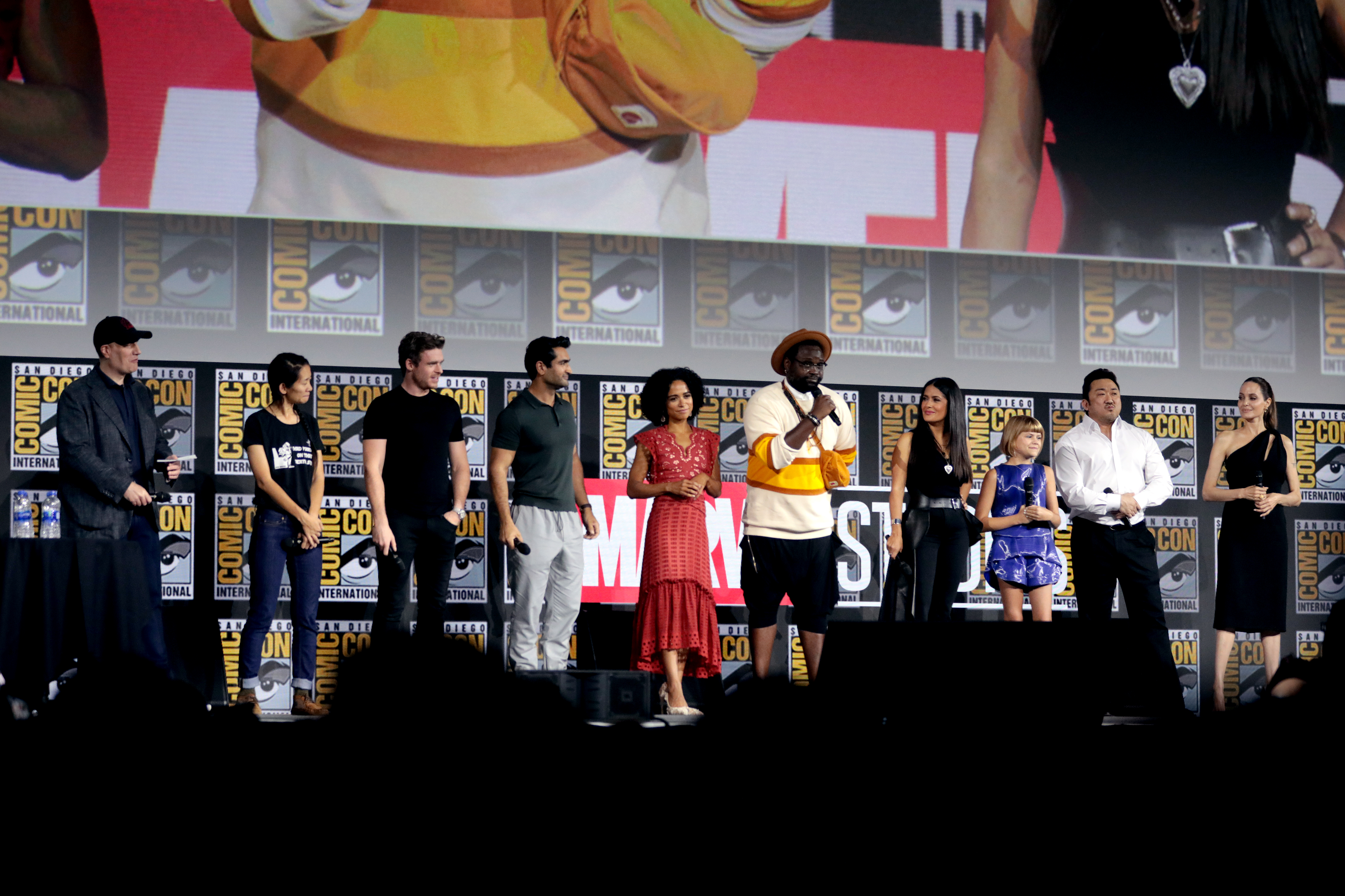
左起，影片監製凱文·費吉、導演趙婷以及主演理察·麥登、庫梅爾·南賈尼、蘿倫·瑞德洛夫、布萊恩·泰瑞·亨利、莎瑪·海耶克、莉亞·麥克休、馬東石和安潔莉娜·裘莉在2019年聖地牙哥國際漫畫展

2019年6月，報道稱影片的工作標題為「自備午餐」（Sack Lunch），該名稱可能取自情景喜劇《宋飛傳》故事中杜撰出的電影，劇集中該虛構影片是一齣票房火爆的輕喜劇，與口碑良好票房卻反響平平的現實題材電影《英倫情人》形成鮮明對比。漫威電影宇宙此前影片《蜘蛛人：返校日》的工作標題「喬治的夏天」亦源自《宋飛傳》，是第八季第二十二集的標題。2019年7月，《娛樂週刊》報道稱，漫威在聖地牙哥國際漫畫展上正式公佈《永恆族》的選角和上映日期之後，影片的主體拍攝隨後在英國白金漢郡艾佛希斯的松林製片廠開機。班·戴維斯為攝影指導。8月，貝瑞·柯根和曾在2019年電影《驚奇隊長》中出演密涅瓦的陳靜與漫威進入商談階段，有望出演《永恆族》。密涅瓦這個角色會在電影《驚奇隊長》中死去，陳靜認為自己以後不會再有機會出演漫威電影宇宙的電影。但是在拍攝影片時，凱文·費吉告訴陳靜漫威影業計劃繼續邀請她參演後續影視作品，因此陳靜獲得瑟希角色的試鏡機會。
2019年8月24日，在D23博覽會上，漫威補充公佈選角，貝瑞·柯根和陳靜確認加入劇組，分別出演永恆族戰士諸克和瑟希，基特·哈靈頓出演戴恩·惠特曼。8月底，哈瑞許·帕特爾確定參演影片，飾演金勾的私人助理卡倫（Karun），他於2019年9月至2020年1月拍攝完成自己的戲份。
2019年11月初，製作組在西班牙加那利群島繼續拍攝。他們在富埃特文圖拉島片場拍攝時發現未爆破的炸彈，劇組包括安潔莉娜·裘莉和理察·麥登在內的主創人員緊急撤離，炸彈隨後被專家拆除。富埃特文圖拉島曾是二戰時納粹德軍的基地，這枚炸彈應是被德軍遺留至今。同月，贊恩·阿·勒費亞確定參演影片。2020年1月，劇組轉至英國牛津大學自然史博物館以及倫敦漢普斯特德荒野公園和康登鎮拍攝。電影於2020年2月4日殺青。
導演趙婷表示，漫威賦予了她足夠的創作自由。她可以按照自己的想法選取拍攝場地和拍攝風格，能夠採用在此前電影中用到的360度長鏡頭的拍攝手法，使用與2020年電影《游牧人生》同樣的攝像機和裝置。她認為「自己非常幸運，漫威願意冒險去嘗試不同風格」。趙婷在拍攝《游牧人生》時，採用背靠背電影製作方式開啟《永恆族》的前期製作。她在拍攝動作場景時參考了2015年電影《神鬼獵人》。陳靜透露影片的製作過程與《驚奇隊長》有很大不同，《永恆族》有著更多採用自然光的實景拍攝，《驚奇隊長》多在室內使用蓝幕技術完成拍攝作業。

### 後期製作
2020年3月，受2019冠狀病毒病疫情的影響，特效製作公司Scanline VFX宣佈為影片後期進行遠隔工作。4月初，迪士尼調整漫威電影宇宙第四階段的數部影片的上映日期，《永恆族》的美國上映時間被推遲至2021年2月12日。2020年8月，英文片名正式确定为。9月，《永恆族》的美國上映時間再次被推遲至2021年11月5日。11月，劇組進行了補拍作業。
2021年1月，導演趙婷透露自己參與劇本創作，電影製作人員的正式署名尚未更新，帕特里克·布雷（Patrick Burleigh）與她共同創作劇本。2月初，製作組在洛杉磯進行補拍作業，工作標題仍為「自備午餐」。迪倫·蒂切諾和克雷格·伍德負責影片後期剪輯。蒂切諾稱，趙婷通常自己完成執導影片的後期剪輯作業，她對影片有著自己「強烈的見解」。由於製作規模較大，同時趙婷需要在頒獎季參加《游牧人生》的多場頒獎典禮，她啟用迪倫·蒂切諾和克雷格·伍德完成《永恆族》的剪輯作業。蒂切諾補充稱趙婷認同兩人的剪輯經驗和見解，他們幾乎在沒有趙婷提供參考意見的前提下完成影片的初剪。隨後根據趙婷的建議回饋再進行調整。2021年4月，兩人仍在進行剪輯作業。趙婷透露影片於4月底進入最後的剪輯階段。賈肖恩·聖約翰（Jashaun St. John）參演影片，她此前曾在趙婷執導的2015年電影《哥哥教我唱的歌》中出演同名女主角賈肖恩。
2021年5月24日，漫威釋出首支前導預告短片以及電影海報，趙婷正式獲得編劇署名，她既是影片的獨立編劇，同時與帕特里克·布雷署名共同編劇。此外，吉爾·伯明罕確定參演影片，但是他飾演的角色最終沒有出現於影片之中。2021年7月，美國西部編劇工會公布影片的最終編劇署名，萊恩·菲爾波和馬修·K·菲爾波與趙婷以及帕特里克·布雷共同創作劇本，萊恩·菲爾波和馬修·K·菲爾波為影片創作了故事大綱。內特·摩爾稱漫威影業盡其所能地挖掘這部影片，「影片具有現代感和緊迫感以及快節奏，同時留有時間回顧數個世紀。」
2021年10月19日，電影在洛杉磯杜比劇院首映期間，《綜藝》編輯馬特·唐納利（Matt Donnelly）在推特上透露哈利·斯泰爾斯在片尾彩蛋中客串出演薩諾斯的弟弟「星狐」厄洛斯。

## 音樂
拉敏·賈瓦帝負責為影片作曲，這是繼2008年電影《鋼鐵人》之後，賈瓦帝第二次為漫威電影宇宙中的電影作曲。其中Across the Oceans of Time和Eternals Theme两首于2021年10月22日以单曲形式发布，整个专辑则在11月3日发布。

## 市場行銷
2021年5月3日，漫威在第四階段電影展望宣傳短片中釋出《永恆族》的前導預告短片。儘管短片中與《永恆族》的相關畫面很少，的裴懷陳（Hoai-Tran Bui）認為短片「非常令人興奮」。的海姆·蓋滕伯格（Chaim Gartenberg）表示短片中最重要的場景是安潔莉娜·裘莉飾演的聖娜揮舞著散發金光的長劍，他還稱《永恆族》是漫威影業的第一部「真正實現啟用多樣化演員的電影」。的麥可·阿爾貝特（Michael Arbeiter）稱短片傳遞出令人「驚奇的氛圍」。
2021年5月24日，漫威釋出影片的首支前導預告短片以及電影海報。海姆·蓋滕伯格認為短片中包含很少的主線故事元素，主要聚焦於「超級英雄團隊及其成員在漫長的人類歷史中的存在軌跡」。他認為影片是漫威影業的「巨大嘗試」，將觀眾不熟悉的漫畫角色呈現於銀幕之上。的查爾斯·普利亞姆-摩爾（Charlies Pulliam-Moore）稱預告片「回顧了跨越千年的地球歷史」，除了片尾中主要角色提及復仇者之外，尚未清楚《永恆族》將對漫威電影宇宙產生多大影響。《娛樂週刊》的尼克·羅馬諾（Nick Romano）認為短片中有令人興奮的場景，還包括一些笑話。《影音俱樂部》的艾瑞克·亞當斯（Erik Adams）感覺短片嘗試從新角度展現漫威電影宇宙，類似於2017年電影《雷神索爾3：諸神黃昏》和2014年電影《星際異攻隊》，他還喜歡金勾的寶萊塢舞蹈、絲派克的演唱卡拉OK以及結尾處永恆族成員談論復仇者的情節。《綜藝》的亞當·B·瓦里（Adam B. Vary）表示《永恆族》明顯是一部趙婷電影作品，他希望預告片中能夠加入更多的動作場景。的阿黛爾·安克斯（Adele Ankers）稱讚電影海報中永恆族成員以逆光剪影的形式呈現，這是趙婷標誌性的攝影風格，採用自然光投射畫面的場景會出現於影片之中。前導預告短片釋出之後，很快成為YouTube「熱門影片」類別的第一位，在釋出後的24小時內，短片的觀看次數達到7700萬次。迪士尼市場部門總裁阿薩德·阿亞茲（Asad Ayaz）表示，預告片旨在介紹角色和影片整體基調，沒有透露主要故事內容。
2021年8月19日，漫威釋出正式預告片。《綜藝》的伊桑·尚菲爾德（Ethan Shanfeld）和馬諾里·拉文德蘭（Manori Ravindran）認為預告片具有「更嚴肅的基調」，展現了永恆族群體經歷數個世紀的分離之後，為了保護人類合作適應新環境。《娛樂週刊》的德文·科根（Devan Coggan）表示預告片透露出電影的廣度，並且回應了2019年電影《復仇者聯盟4：終局之戰》中復仇者聯盟對抗薩諾斯時永恆族集體缺席的重要問題。《好萊塢報導》的亞倫·庫奇（Aaron Couch）稱預告片透露出許多電影的主線情節以及主要角色的超能力，回答了諸如永恆族是誰、他們與地球的關係以及為何沒有介入薩諾斯引發的衝突之中等關鍵問題。
2021年10月，凌志聯合漫威推出一則凌志IS500的汽車宣傳廣告，庫梅爾·南賈尼在廣告片中飾演《永恆族》中的角色金勾，多部漫威電影宇宙電影導演安東尼·羅素和約瑟夫·羅素負責廣告的開發工作，Framestore公司完成後期特效製作。凌志基於《永恆族》中的10名主要角色設計打造了10款概念車。凌志IS500和凌志NX出現於影片之中。

## 發行

### 影院上映
《永恆族》於2021年10月18日在洛杉磯杜比劇院首映，於2021年10月24日在羅馬電影節上映，於2021年11月3日在香港、澳門和台灣以及多個歐洲國家公映，於2021年11月5日在美國和英國公映。影片屬於漫威電影宇宙第四階段。
2019年7月20日，漫威在聖地牙哥國際漫畫展上公佈《永恆族》原計劃於2020年11月6日在美國上映。2020年4月3日，受2019冠狀病毒病疫情的影響，影片的美國上映時間被推遲至2021年2月12日（原《尚氣與十環傳奇》檔期）。2020年9月23日，因應《黑寡婦》延期上映，漫威宣佈將《永恆族》的美國上映日期推遲至2021年11月5日。
《永恆族》原計劃於2021年11月在中國大陸上映。2021年5月，中國中央電視台電影頻道（CCTV-6）播出漫威電影展望預告片時，未見《尚氣與十環傳奇》和《永恆族》，外界猜測這兩部電影將不能在中國大陸市場放映。導演趙婷被中國大陸認為曾經發表「辱華」言論而受到抵制。沙烏地阿拉伯、科威特、卡達、巴林和阿曼等波斯灣國家因費斯托斯的同性戀傾向觸犯伊斯蘭教禁忌，撤銷了影片的上映檔期。俄羅斯和新加坡也因同性恋内容给影片打出“M18”成人级，严禁18岁以下儿童入场观看。

### 家庭媒體
2021年9月，迪士尼宣布《永恆族》在戲院上映的45天之後於Disney+播出。2021年12月，《永恆族》確定於2022年1月12日在Disney+上線，華特迪士尼家庭娛樂公司於同日開始在美國數位發行電影。2022年2月15日開始發售電影的超高清藍光光碟、藍光光碟和DVD光碟，影碟中包括評論音軌、部分被刪除的場景和幕後花絮的內容。

## 迴響

### 票房
截至2022年1月12日，影片在北美獲得1.648億美元票房，海外票房2.37億美元，全球票房共計4.018億美元。
2021年10月，在電影上映之前，稱《永恆族》在北美首週末三天將獲得8200萬至1.02億美元的開畫票房，美國國內總票房預計落在2.1億至2.8億美元之間。影片開畫當天預售票房約260萬美元，超越《尚氣與十環傳奇》（140萬美元）和《黑寡婦》（200萬美元）的同期票房，創下AMC院線2021年的最高開畫票房紀錄。2021年11月，Fandango表示影片預售票房為2021年第二大，僅次於《黑寡婦》。據《好萊塢新聞前線》報導，影片在美國國內首映首週末賺得7500萬美元票房，海外票房約1.5億美元。影片北美開畫票房7100萬美元，創2015年的《蟻人》以來漫威電影宇宙的最低開畫紀錄，加上海外票房9070萬美元，全球票房為1.617億美元。
| 上一届： 《沙丘瀚戰》                            | 2021年美國週末票房冠軍 第45-46週 | 下一届： 《魔鬼剋星 未來世》                    |
| 上一届： 《猛毒2：血蜘蛛》                       | 2021年台北週末票房冠軍 第45-47週 | 下一届： 《月老》                               |
| 上一届： 《毒魔：血戰大屠殺》                    | 2021年香港一週票房冠軍 第44-45週 | 下一届： 《梅艷芳》                             |
| 上一届： 《刀劍神域 Progressive 無星夜的詠嘆調》 | 2021年日本週末票房冠軍 第45週    | 下一届： 《角落小夥伴電影版：藍色月夜魔法之子》 |

### 評價
根据評論匯總网站爛番茄汇总的417篇评论文章，47%的评论家给予该作正面评价，平均打分为5.6分（满分10分），低於此前獲得66%新鮮度的《雷神索爾2：黑暗世界》，创下漫威電影宇宙在爛番茄的最低纪录。在Metacritic上，62位影評人共給予了52分的分數（滿分100分），這部電影獲得了「評價褒貶不一或一般」。也是漫威电影宇宙在该网站的最低纪录。
《伦敦标准晚报》的夏洛特·奥苏利文（Charlotte O'Sullivan）打出4/5星评分，形容影片“华丽”、“野心勃勃”、“更加多元化”，赞扬武戏“震撼人心、节奏优美、细节满满”，整个演出阵容都很优秀，除了陈静“让人觉得木木的”。TheWrap的罗伯特·阿贝勒（Robert Abele）赞扬影片的摄影，觉得这就是影片增加戏剧层面赌注所得到的回报，在某种程度上助推实在的华丽效果，反应镜头背后的哲学理念。《纽约观察家报》的奥利弗·琼斯（Oliver Jones）认为影片“充满由影片本身的议程及勇气推动的奇迹和浪漫元素”，觉得影片最令人印象深刻的方面，是具有文化代表性的团队用一种强有力且重要的方式，将自己的身份融入主题和剧情。《综艺》的欧文·格莱伯曼对赵婷没有用到2017年《骑士》和2020年《无依之地》两部电影的制片风格，而去遵循漫威影业直接解释剧情的惯例感到失望，但也觉得影片“非常有趣、令人满意”，属于“非常标准”的超级英雄电影，是“更具动态包容性的超级英雄世界的制胜法则”。《西雅图时报》的莫伊拉·麦克唐纳（Moira MacDonald）打出3/4星，认为影片“有缺陷，总而言之，就是太长了......中间有些地方节奏很慢，非常需要灵活应对”，但补充称影片“确实有一种可以明显感受到的精巧情绪，是一部超级英雄整天花时间思考和感受东西的电影，特效活泼之余，也往往展现出精致优雅的一面”。她认为《永恒族》是“一部别样的超级英雄电影，不迎合每个人的口味，而为我们大家制作”。
有三位影评人打出3/5星：《犹太纪事报》的琳达·马里克（Linda Marric）认为影片出于好心将许多内容杂糅到一起，时长长得让人厌烦，到处是令人莫名其妙的胡言乱语，只能用一些技术高超的表演来补救；BBC文化的尼古拉斯·巴伯（Nicholas Barber）认为大家都在合理期待赵婷的导演工作能缔造让人瞠目结舌的奇迹，而不是让人不情愿地去欣赏高效、技术平平的工作；《独立报》的克拉丽丝·洛瑞（Clarisse Loughrey）认为影片“渴望表达和《无依之地》一样的深厚感情，却发现空间只由得它偶尔抒发一下”。《今日美国》的布莱恩·特鲁伊特（Brian Truitt）打出2.5/4星，认为影片不像漫威其他电影，可能是漫威电影宇宙对新手最为友好的一作，考虑到赵婷偏爱自然主义环境，但觉得影片一直想处理许多次要剧情，想在2小时37分钟的时长里做很多事情。美联社的迈克·肯尼迪（Mark Kennedy）打出类似的评分，批评对白及武戏，表扬特效及南贾尼的表演，认为没有他的话，观众不会注意到许多穿着酷炫服装的超级英雄站着无所事事。《大西洋杂志》的雪莉·李（Shirley Li）批评电影使用背景阐述，但觉得“赵婷对角色的细致观察在电影一些更为枯燥、更错综复杂的时刻中一枝独秀”。
三位影评人打出2/5星：《每日电讯报》的罗比·柯林认为影片不断呈现正儿八经戏剧效果，不遗余力地说明真正的电影应该要做什么事情，完全没有顾及到眼前的内容，看得叫人咬牙切齿；《泰晤士报》的凯文·马赫认为这部具里程碑意义的大片有股自我毁灭的奇怪能量在中心；《卫报》的斯蒂夫·罗斯（Steve Rose）认为影片不算特别无聊，还是有值得一看的地方，但也不会令人特别兴奋，缺乏漫威最佳电影应具备的活泼幽默元素，认为没看过之前的作品的话，会在影片体会到《復仇者聯盟：終局之戰》的冷酷一面。《滚石》的K·奥斯汀·科林斯（K. Austin Collins）认为影片“善于告诉我们去看哪个地方，用高大上的内容给人深刻印象”，但缺乏真正值得一看的壮丽场面。《洛杉磯時報》的贾斯汀·张将影片和2011年的《生命樹》和2020年的《永生守卫》作比较，表示“令人沮丧的是，你刚看完漫威制作得最为有趣的一部电影，感觉这会是赵婷自己制作得最无趣的一部电影”。有线电视新闻网的布莱恩·劳瑞（Brian Lowry）认为“能否重现跨越千年的神仙传奇故事在众目睽睽之下藏于地球的历史，将是（漫威）工作室实力的一次公投，尤其是这部电影的结构缺陷抵消了令人惊叹的视觉效果和强大的表演”。《國家評論》的凯尔·史密斯称影片是26部漫威电影宇宙中最愚蠢、最俗气、最陈腐、最没有人性的一部，跟前两部《雷神》或《復仇者聯盟2：奧創紀元》比起来，在创意层面上失手。
片中，黑人超級英雄費斯托斯跪在廣島核爆遺址原爆圆顶馆痛哭流涕，痛恨自己研發原子彈釀成人間悲劇，引起部分人批評編劇安排黑人為原子彈爆炸負責不妥，有洗刷日軍戰爭罪名之嫌。對此，編劇菲爾波兄弟在接受Inverse專訪時表示，永恆族是不死之人，自然見過人性最成功及最失敗的一面，這是影片無法迴避的內容，而展現這一幕就是為了展示最失敗的一面，不是為了貶低這起慘劇，而是迫使觀眾去反思。

## 獎項
詳參《永恆族》獲獎章節

## 相關媒體

### 紀錄片特輯
2021年2月，迪士尼宣布製作紀錄片影集《漫威影業：創作大本營》，包括漫威電影宇宙電影和影集項目的幕後製作花絮，並採訪主要演員和創意團隊。以電影《永恆族》為主題的特輯於2022年2月16日在Disney+釋出。

## 未來
2021年11月，編劇馬修·K·菲爾波和萊恩·菲爾波表示有意為Disney+製作《永恆族》前傳作品。2022年1月，主演陳靜透露將會回歸出演瑟希。8月，普的配音員帕頓·奧斯瓦爾特表示趙婷將回歸執導續作。

## 資料來源
1. 1 2 3  Vary, Adam B. . Variety. 2021-05-24  [2021-05-24]. （原始内容存档于2021-05-24） （美国英语）.
2. 1 2  . Writers Guild of America West.   [2021-08-13]. （原始内容存档于2021-08-14） （美国英语）.
3. ↑  . British Board of Film Classification.   [2021-10-29]. （原始内容存档于2021-10-29） （英国英语）.
4. ↑  Coyle, Jake. . Associated Press. 2020-09-16  [2020-09-27]. （原始内容存档于2020-09-27） （美国英语）.
5. 1 2  . Box Office Mojo. IMDb.   [2021-11-07]. （原始内容存档于2021-04-20） （美国英语）.
6. 1 2  Power, Tom. . TechRadar. 2021-09-08  [2021-09-08]. （原始内容存档于2021-09-08） （美国英语）.
7. ↑  Kim, Brendan. . Screen Rant. 2021-11-10  [2021-11-10]. （原始内容存档于2021-11-10） （美国英语）.
8. 1 2  McGuire, Keegan. . Looper. 2021-10-27  [2021-10-27]. （原始内容存档于2021-10-28） （美国英语）.
9. 1 2  Perine, Aaron. . ComicBook.com. 2021-10-27  [2021-10-27]. （原始内容存档于2021-11-04） （美国英语）.
10. 1 2  Vary, Adam B. . Variety. 2021-11-05  [2021-11-06]. （原始内容存档于2021-11-06） （美国英语）.
11. ↑  Peters, Megan. . ComicBook.com. 2020-01-14  [2020-01-14]. （原始内容存档于2020-01-15） （美国英语）.
12. 1 2 3  Davids, Brian. . The Hollywood Reporter. 2020-12-11  [2020-12-12]. （原始内容存档于2020-12-11） （美国英语）.
13. 1 2 3 4 5 6 7 8 9 10 11 12  Barhardt, Adam. . ComicBook.com. 2020-12-28  [2020-12-28]. （原始内容存档于2020-12-29） （美国英语）.
14. 1 2 3 4 5 6 7 8 9 10 11 12  Coogan, Devan. . Entertainment Weekly. 2021-08-18  [2021-08-18]. （原始内容存档于2021-08-18） （美国英语）.
15. 1 2 3  Arthur, Kate. . Variety. 2021-04-28  [2021-04-28]. （原始内容存档于2021-04-29） （美国英语）.
16. ↑  Tsjeng, Zing. . Vogue. 2021-08-05  [2021-08-05]. （原始内容存档于2021-08-05） （美国英语）.
17. 1 2 3 4 5 6 7 8 9  Coggan, Devan. . Entertainment Weekly. 2021-08-18  [2021-08-18]. （原始内容存档于2021-08-18） （美国英语）.
18. 1 2  Couch, Aaron. . The Hollywood Reporter. 2019-08-24  [2019-08-24]. （原始内容存档于2019-08-24） （美国英语）.
19. 1 2 3 4 5 6 7 8  . Marvel.com. 2019-07-21  [2019-07-21]. （原始内容存档于2019-07-21） （美国英语）.
20. ↑  Ridlehoover, John. . Comic Book Resources. 2020-03-04  [2020-03-05]. （原始内容存档于2020-03-05） （美国英语）.
21. 1 2  Kit, Borys. . The Hollywood Reporter. 2019-04-05  [2019-04-05]. （原始内容存档于2019-04-05） （美国英语）.
22. 1 2 3  D'Alessandro, Anthony; Ramos, Dino-Ray. . Deadline Hollywood. 2019-07-20  [2019-07-20]. （原始内容存档于2019-07-21）.
23. ↑  St.Clair, Josh. . Men's Health. 2020-03-10  [2020-03-11]. （原始内容存档于2020-03-12） （美国英语）.
24. ↑  Ferber, Lawrence. . NewNowNext. 2020-02-13  [2020-02-13]. （原始内容存档于2020-02-13） （美国英语）.
25. 1 2  Coggan, Devan. . Entertainment Weekly. 2019-07-20  [2019-07-21]. （原始内容存档于2019-07-21） （美国英语）.
26. 1 2 3  Pandey, Devasheesh. . News18.   [2021-09-14]. （原始内容存档于2021-05-08） （美国英语）.
27. 1 2  HT Entertainment Desk. . Hindustan Times. 2021-08-19  [2021-08-20]. （原始内容存档于2021-08-19） （美国英语）.
28. ↑  Maytum, Matt; Shepherd, Jack. . GamesRadar+. 2021-09-13  [2021-09-14]. （原始内容存档于2021-09-14） （美国英语）.
29. ↑  Newby, Richard. . The Hollywood Reporter. 2019-08-28  [2019-09-02]. （原始内容存档于2020-11-12） （美国英语）.
30. ↑  Barnhardt, Adam. . ComicBook.com. 2019-10-12  [2019-10-12]. （原始内容存档于2019-10-13） （美国英语）.
31. ↑  Kardelo, Alexander. . Moviezine（瑞典语：Moviezine）. 2021-11-03  [2021-11-04]. （原始内容存档于2021-11-06） （瑞典语）.
32. 1 2  Couch, Aaron. . The Hollywood Reporter. 2021-08-19  [2021-08-19]. （原始内容存档于2021-08-19） （美国英语）.
33. ↑  Cecchini, Mike. . Den of Geek. 2021-08-19  [2021-08-19]. （原始内容存档于2021-08-19） （美国英语）.
34. 1 2  Erao, Math. . Comic Book Resources. 2021-01-26  [2021-01-26]. （原始内容存档于2021-01-26） （美国英语）.
35. ↑  Vary, Adam. . Variety. 2021-10-25  [2021-11-04]. （原始内容存档于2021-11-04） （美国英语）.
36. 1 2  Aguilar, Carlos. . Los Angeles Times. 2021-04-24  [2021-04-29]. （原始内容存档于2021-04-27） （美国英语）.
37. 1 2  Boghosian, Raffi. . Arab News. 2020-01-18  [2021-03-27]. （原始内容存档于2021-03-28） （英语）.
38. ↑   (PDF). Davis Gordon Management: 2.   [2021-03-27]. （原始内容存档 (PDF)于2021-03-28） （美国英语）.
39. 1 2  Paul, Larisha. . Rolling Stone. 2021-10-19  [2021-10-20]. （原始内容存档于2021-10-20） （美国英语）.
40. ↑  Mondor, Brooke. . Looper. 2021-11-05  [2021-11-06]. （原始内容存档于2021-11-28） （美国英语）.
41. ↑  Gonzalez, Umberto. . TheWrap. 2018-04-23  [2018-04-23]. （原始内容存档于2018-04-23） （美国英语）.
42. ↑  Kit, Borys. . The Hollywood Reporter. 2018-05-15  [2018-05-15]. （原始内容存档于2018-05-15） （美国英语）.
43. 1 2 3 4  Kit, Borys. . The Hollywood Reporter. 2018-09-21  [2018-09-21]. （原始内容存档于2018-09-21） （美国英语）.
44. ↑  Hood, Cooper. . Screen Rant. 2018-06-25  [2018-06-26]. （原始内容存档于2018-06-26） （美国英语）.
45. ↑  Barfield, Charles. . The Playlist. 2020-12-16  [2021-01-04]. （原始内容存档于2020-12-16） （美国英语）.
46. 1 2  Kroll, Justin. . Variety. 2018-09-21  [2018-09-22]. （原始内容存档于2018-09-21） （美国英语）.
47. 1 2 3 4  Keegan, Rebecca. . The Hollywood Reporter. 2020-09-02  [2020-09-02]. （原始内容存档于2020-09-03） （美国英语）.
48. 1 2 3 4 5 6  Arthur, Kate. . Variety. 2021-04-28  [2021-04-28]. （原始内容存档于2021-04-28） （美国英语）.
49. 1 2  Chitwood, Adam. . Collider. 2021-01-04  [2021-01-04]. （原始内容存档于2021-01-04） （美国英语）.
50. 1 2  Mancuso, Vinnie. . Collider. 2019-02-25  [2019-04-19]. （原始内容存档于2019-02-26） （美国英语）.
51. ↑  Goldberg, Matt. . Collider. 2019-12-07  [2019-12-07]. （原始内容存档于2019-12-08） （美国英语）.
52. ↑  Barnhardt, Adam. . ComicBook.com. 2019-08-24  [2019-08-26]. （原始内容存档于2019-08-24） （美国英语）.
53. ↑  Galuppo, Mia. . The Hollywood Reporter. 2019-03-27  [2019-03-27]. （原始内容存档于2019-03-28） （美国英语）.
54. ↑  Gonzales, Umberto. . TheWrap. 2019-04-17  [2019-04-17]. （原始内容存档于2019-04-17） （美国英语）.
55. ↑  Sneider, Jeff. . Collider. 2019-04-17  [2019-04-19]. （原始内容存档于2019-04-18） （美国英语）.
56. 1 2  Bonomolo, Cameron. . ComicBook.com. 2019-05-03  [2019-05-04]. （原始内容存档于2019-05-03） （美国英语）.
57. ↑  Kroll, Justin. . Variety. 2019-05-07  [2019-05-07]. （原始内容存档于2019-05-07） （美国英语）.
58. ↑  Gonzalez, Umberto. . The Wrap. 2019-06-26  [2019-06-27]. （原始内容存档于2019-06-27） （美国英语）.
59. ↑  Donnelly, Matt. . Variety. 2019-07-07  [2019-07-10]. （原始内容存档于2019-07-10） （美国英语）.
60. ↑  Stolworthy, Jacob. . The Independent. 2019-07-14  [2019-07-21]. （原始内容存档于2019-07-21） （英国英语）.
61. ↑  Chitwood, Adam. . Collider. 2019-07-21  [2019-07-21]. （原始内容存档于2019-07-21） （美国英语）.
62. ↑  Weiss, Josh. . Syfy. 2021-11-15  [2022-01-14]. （原始内容存档于2023-02-05） （美国英语）.
63. 1 2  Dumaraog, Ana. . ScreenRant. 2019-06-25  [2019-06-26]. （原始内容存档于2019-06-25） （美国英语）.
64. ↑  . Amazon Prime Video.   [2020-10-19]. （原始内容存档于2020-12-01） （中文（臺灣））.
65. ↑  Bucksbaum, Sydney. . Entertainment Weekly. 2019-07-21  [2019-07-21]. （原始内容存档于2019-07-21） （美国英语）.
66. ↑  Barnhardt, Adam. . ComicBook.com. 2019-07-23  [2019-07-23]. （原始内容存档于2019-07-24） （美国英语）.
67. ↑  Kroll, Justin. . Variety. 2019-08-05  [2019-08-05]. （原始内容存档于2019-08-05） （美国英语）.
68. ↑  Sneider, Jeff. . Collider. 2019-08-05  [2019-08-05]. （原始内容存档于2019-08-05） （美国英语）.
69. ↑  . The Free Press Journal. 2021-05-05  [2021-05-05]. （原始内容存档于2021-05-05） （英语）.
70. ↑  Ankers, Adele. . IGN. 2019-11-05  [2019-11-05]. （原始内容存档于2019-11-05） （美国英语）.
71. 1 2  . Mtime时光网. 2019-11-05  [2019-11-05]. （原始内容存档于2019-11-06） （中文（中国大陆））.
72. ↑  . Arab News. 2019-11-18  [2021-03-27]. （原始内容存档于2019-11-20） （英语）.
73. ↑  Ffrench, Andrew. . Oxford Mail. 2020-01-08  [2020-01-09]. （原始内容存档于2020-01-09） （美国英语）.
74. ↑  Frodsham, Isobel; Ennals, Ethan. . Evening Standard. 2020-01-10  [2020-01-10]. （原始内容存档于2020-01-10） （美国英语）.
75. ↑  Evans, Mel. . Metro.co.uk. 2020-01-21  [2021-03-27]. （原始内容存档于2020-01-22） （英国英语）.
76. ↑  Chase, Stephanie. . Digital Spy. 2020-02-04  [2020-02-06]. （原始内容存档于2020-02-07） （美国英语）.
77. ↑  Ellwood, Gregory. . The Playlist. 2021-02-20  [2021-02-20]. （原始内容存档于2021-02-20） （美国英语）.
78. ↑  Perry, Spencer. . ComicBook.com. 2020-03-25  [2020-03-26]. （原始内容存档于2020-03-26） （美国英语）.
79. ↑  Welk, Brian. . TheWrap. 2020-04-03  [2020-04-03]. （原始内容存档于2020-04-03） （美国英语）.
80. ↑  Welk, Brian. . TheWrap. 2020-08-27  [2020-08-27]. （原始内容存档于2020-08-27） （美国英语）.
81. 1 2 3  Gonzalez, Umberto; Welk, Brian. . TheWrap. 2020-09-23  [2020-09-23]. （原始内容存档于2020-09-23） （美国英语）.
82. ↑  Barhardt, Adam. . ComicBook.com. 2020-11-18  [2020-11-27]. （原始内容存档于2020-11-18） （美国英语）.
83. ↑  D'Alessandro, Anthony. . Deadline Hollywood. 2021-04-27  [2021-05-24]. （原始内容存档于2021-05-01） （美国英语）.
84. ↑  Carolina. . On Location Vacations. 2021-02-07  [2021-02-11]. （原始内容存档于2021-02-07） （美国英语）.
85. ↑  Sharma, Abhishek. . MovieWeb. 2021-04-08  [2021-04-13]. （原始内容存档于2021-04-08） （美国英语）.
86. ↑  Anderton, Ethan. . /Film. 2021-05-24  [2021-05-24]. （原始内容存档于2021-05-24） （美国英语）.
87. ↑  Marshall, Rick. . Digital Trends. 2021-05-24  [2021-05-25]. （原始内容存档于2021-05-24） （美国英语）.
88. ↑  Sharf, Zack. . IndieWire. 2021-05-03  [2021-05-03]. （原始内容存档于2021-05-03） （美国英语）.
89. ↑  . Film Music Reporter. 2021-10-22  [2021-10-22]. （原始内容存档于2021-10-22） （美国英语）.
90. ↑  . Film Music Reporter. 2021-11-02  [2021-11-02]. （原始内容存档于2021-11-02） （美国英语）.
91. 1 2  Gartenberg, Chaim. . The Verge. 2021-05-03  [2021-05-03]. （原始内容存档于2021-05-03）.
92. 1 2  Arbeiter, Michael. . Nerdist. 2021-05-03  [2021-05-03]. （原始内容存档于2021-05-03） （美国英语）.
93. ↑  Bui, Hoai-Tran. . Film. 2021-05-03  [2021-05-03]. （原始内容存档于2021-05-03） （美国英语）.
94. ↑  Raymond, Nicholas. . Screen Rant. 2021-05-03  [2021-05-04]. （原始内容存档于2021-08-28） （美国英语）.
95. ↑  Gartenberg, Chaim. . The Verge. 2021-05-24  [2021-05-24]. （原始内容存档于2021-05-24） （美国英语）.
96. ↑  Pulliam-Moore, Charles. . io9. 2021-05-24  [2021-05-24]. （原始内容存档于2021-05-24） （美国英语）.
97. ↑  Romano, Nick. . Entertainment Weekly. 2021-05-24  [2021-05-24]. （原始内容存档于2021-05-24） （美国英语）.
98. ↑  Adams, Erik. . The A.V. Club. 2021-05-24  [2021-05-24]. （原始内容存档于2021-05-24） （美国英语）.
99. ↑  Ankers, Adele. . IGN.   [2021-05-24]. （原始内容存档于2021-05-24） （美国英语）.
100. ↑  D'Alessandro, Anthony. . Deadline Hollywood. 2021-05-26  [2021-05-26]. （原始内容存档于2021-05-26） （美国英语）.
101. ↑  Couch, Aaron. . The Hollywood Reporter. 2021-06-18  [2021-06-19]. （原始内容存档于2021-06-19） （美国英语）.
102. ↑  Shanfeld, Ethan; Ravindran, Manori. . Variety. 2021-08-19  [2021-08-19]. （原始内容存档于2021-08-19） （美国英语）.
103. ↑  Coggan, Devan. . Entertainment Weekly. 2021-08-19  [2021-08-19]. （原始内容存档于2021-08-19） （美国英语）.
104. 1 2  Steinberg, Brian. . Variety. 2021-10-04  [2021-10-04]. （原始内容存档于2021-10-04） （美国英语）.
105. ↑  Falkenberg-Hull, Eileen. . Newsweek. 2021-10-18  [2021-10-18]. （原始内容存档于2021-10-18） （美国英语）.
106. ↑  Johnson, Zach. . D23. 2021-10-19  [2021-10-21]. （原始内容存档于2021-10-21） （美国英语）.
107. 1 2  Vivarelli, Nick. . Variety. 2021-10-05  [2021-10-05]. （原始内容存档于2021-10-05） （美国英语）.
108. ↑  Facebook貼文. Marvel於Facebook. 2021-10-16 [2021-10-17] （繁體中文）.
109. ↑  Facebook貼文. Marvel於Facebook. 2021-10-16 [2021-10-17] （繁體中文）.
110. ↑  Marvel Studios. . 2021-05-03  [2021-05-03]. （原始内容存档于2021-05-03） –YouTube （美国英语）.
111. ↑  Marvel Studios. . 2021-05-03  [2021-05-03]. （原始内容存档于2021-05-05） –YouTube （美国英语）.
112. ↑  Couch, Aaron; Kit, Borys. . The Hollywood Reporter. 2019-07-20  [2019-07-20]. （原始内容存档于2019-07-21） （美国英语）.
113. ↑  . Deadline Hollywood. 2020-04-03  [2020-04-03]. （原始内容存档于2020-04-03） （美国英语）.
114. ↑  漫威影业. . 2021-05-03  [2021-05-03] –新浪微博 （中文（中国大陆））.
115. 1 2  . 立場新聞. 2021-05-13  [2021-05-13]. （原始内容存档于2021-05-13） （中文（香港））.
116. ↑  Zuo, Mandy. . 南華早報. 2021-08-13  [2021-08-14]. （原始内容存档于2021-08-13） （英语）.
117. ↑  Davis, Rebecca. . Variety. 2021-05-11  [2021-05-12]. （原始内容存档于2021-05-12） （美国英语）.
118. ↑  Ritman, Alex. . The Hollywood Reporter. 2021-11-04  [2021-11-04]. （原始内容存档于2021-11-05） （美国英语）.
119. ↑  Lee, Benjamin. . The Guardians. 2021-11-04  [2021-11-06]. （原始内容存档于2021-11-05） （英国英语）.
120. ↑  Vary, Adam B.; Saperstein, Pat. . Variety. 2021-09-10  [2021-09-10]. （原始内容存档于2021-09-10） （美国英语）.
121. ↑  . Marvel.com. 2021-12-10  [2021-12-10]. （原始内容存档于2021-12-10） （美国英语）.
122. ↑  Oddo, Marco Vito. . Collider. 2021-12-15  [2021-12-18]. （原始内容存档于2021-12-16） （美国英语）.
123. ↑  . The Numbers. Nash Information Services, LLC.   [2021-11-07]. （原始内容存档于2021-12-19） （美国英语）.
124. ↑  Robbins, Shawn. . Boxoffice Pro. 2021-10-15  [2021-10-16]. （原始内容存档于2021-10-16） （美国英语）.
125. ↑  D'Alessandro, Anthony. . Deadline Hollywood. 2021-10-13  [2021-10-13]. （原始内容存档于2021-10-13） （美国英语）.
126. ↑  D'Alessandro, Anthony. . Deadline Hollywood. 2021-11-03  [2021-11-03]. （原始内容存档于2021-11-03） （美国英语）.
127. ↑  D'Alessandro, Anthony; Tartaglione, Nancy. . Deadline Hollywood. 2021-11-03  [2021-11-03]. （原始内容存档于2021-11-03） （美国英语）.
128. ↑  D'Alessandro, Anthony. . Deadline Hollywood. 2021-11-06  [2021-11-07]. （原始内容存档于2021-11-05） （美国英语）.
129. ↑  Mendelson, Scott. . Forbes. 2021-11-07  [2021-11-07]. （原始内容存档于2021-11-07） （美国英语）.
130. ↑  Tartaglione, Nancy. . Deadline Hollywood. 2021-11-07  [2021-11-08]. （原始内容存档于2021-11-07） （美国英语）.
131. ↑  . Rotten Tomatoes. Fandango Media.   [2023-02-15].
132. ↑  . Metacritic. Fandom.   [2025-06-09].
133. ↑  Colbert, Stephen. . Screen Rant. 2021-11-04  [2021-11-05]. （原始内容存档于2021-11-05） （美国英语）.
134. ↑  O'Sullivan, Charlotte. . Evening Standard. 2021-10-26  [2021-10-27]. （原始内容存档于2021-11-05） （英国英语）.
135. ↑  Abele, Robert. . TheWrap. 2021-10-24  [2021-11-02]. （原始内容存档于2021-11-05） （美国英语）.
136. ↑  Jones, Oliver. . Observer. 2021-10-24  [2021-11-02]. （原始内容存档于2021-11-05） （美国英语）.
137. ↑  Gleiberman, Owen. . Variety. 2021-10-24  [2021-10-26]. （原始内容存档于2021-10-26） （美国英语）.
138. ↑  Macdonald, Moira. . The Seattle Times. 2021-10-27  [2021-10-28]. （原始内容存档于2021-11-05） （美国英语）.
139. ↑  Marric, Linda. . The Jewish Chronicle. 2021-10-24  [2021-10-27]. （原始内容存档于2021-11-05） （美国英语）.
140. ↑  Barber, Nicholas. . BBC Culture. 2021-10-25  [2021-10-27]. （原始内容存档于2021-11-05） （英国英语）.
141. ↑  Loughrey, Clarisse. . The Independent. 2021-11-05  [2021-11-06]. （原始内容存档于2021-11-06） （英国英语）.
142. ↑  Truitt, Brian. . USA Today. 2021-10-24  [2021-10-26]. （原始内容存档于2021-10-27） （美国英语）.
143. ↑  Kennedy, Mark. . Associated Press. 2021-11-04  [2021-11-06]. （原始内容存档于2021-11-06） （美国英语）.
144. ↑  Li, Shirley. . The Atlantic. 2021-10-24  [2021-10-29]. （原始内容存档于2021-11-05） （美国英语）.
145. ↑  Collin, Robbie. . The Daily Telegraph. 2021-10-24  [2021-10-27]. （原始内容存档于2021-11-05） （英国英语）.
146. ↑  Maher, Kevin. . The Times. 2021-10-25  [2021-10-28]. （原始内容存档于2021-11-05） （英国英语）.
147. ↑  Rose, Steve. . The Guardian. 2021-10-24  [2021-10-27]. （原始内容存档于2021-11-05） （英国英语）.
148. ↑  Collins, K. Austin. . Rolling Stone. 2021-10-26  [2021-10-27]. （原始内容存档于2021-11-05） （美国英语）.
149. ↑  Chang, Justin. . Los Angeles Times. 2021-10-24  [2021-10-28]. （原始内容存档于2021-11-05） （美国英语）.
150. ↑  Lowry, Brian. . CNN. 2021-10-24  [2021-10-29]. （原始内容存档于2021-11-05） （美国英语）.
151. ↑  Smith, Kyle. . National Review. 2021-10-31  [2021-11-06]. （原始内容存档于2021-11-06） （美国英语）.
152. ↑  Bentz, Adam. . Screen Rant. 2021-11-13  [2022-01-14]. （原始内容存档于2022-04-23） （美国英语）.
153. ↑  Paige, Rachel. . Marvel.com. 2021-02-16  [2021-02-16]. （原始内容存档于2021-02-16） （美国英语）.
154. ↑  Ridgely, Charlie. . ComicBook.com. 2022-01-18  [2022-01-18]. （原始内容存档于2022-01-19） （美国英语）.
155. ↑  Couch, Aaron. . The Hollywood Reporter. 2021-11-09  [2021-11-09]. （原始内容存档于2021-11-09） （美国英语）.
156. ↑  Hirschberg, Lynn. . WMagazine.com. 2022-01-11  [2022-01-11]. （原始内容存档于2022-01-11） （美国英语）.
157. ↑  Barnhardt, Adam. . ComicBook.com. 2022-08-03  [2022-08-03]. （原始内容存档于2022-08-03）.

## 外部連結
- 官方网站

- 互联网电影数据库（IMDb）上《永恆族》的资料（英文）
- Box Office Mojo上《永恆族》的資料（英文）
- AllMovie上《永恆族》的资料（英文）
- Metacritic上《永恆族》的資料（英文）
- 爛番茄上《永恆族》的資料（英文）
- 開眼電影網上《永恆族》的資料（繁體中文）
- 豆瓣电影上《永恆族》的資料 （简体中文）
- 时光网上《永恆族》的資料（简体中文）